# 21 (アデルのアルバム)
『21』（トゥエンティワン）は、イギリスのシンガーソングライター、アデルのスタジオ・アルバム。

## 背景とコンセプト
このアルバムは基本的に「別れ」をテーマにしており、彼女の失恋に対する感情が反映されている。アルバムのレコーディング前、彼女のデビュー・アルバムが支持されたことによって行われた2008年の欧米ツアーAn Evening with Adeleのいくつかの日程を、恋人との時間を過ごすためにキャンセルしたことが明らかとなり、彼女の交際はイギリスのマスコミの悪評を受けていた。彼女は後に、他のいくつかの個人的な要素が彼女の決断に寄与したことを明らかにした。別れによる荒廃が『21』へのインスピレーションをアデルに与えた。「私がこのレコードを書いたとき、私の心は張り裂けそうでした。私はまだ完全には立ち直っていません。思うに、私の最後の交際についての私の気持ちから立ち直るのに10年はかかるでしょう。それは私のこれまでの人生の全てにおいて最も大きなことでした」と、この交際がこれまでの彼女の人生において最も重大であったことを明らかにした。タイトルの『21』は、前作『19』と同様にレコーディング当時の年齢であるが、これについてアデルは、『19』と並べることで彼女の個性と芸術性の成長を象徴する意図があることを、自らのブログで述べている。多くの批評家はアデルの芸術的な成長を賞賛し、いくつかの楽曲の奥深さと成熟さを褒め称えた。
レッド・ホット・チリ・ペッパーズの「カリフォルニケイション」が大好きなアデルは、そのアルバムのプロデューサー、リック・ルービンとの仕事に関心があることを表明した。アデルが2008年にサタデー・ナイト・ライブへ出演し「Chasing Pavements」を演奏していた際、その観衆の中にいたルービンを認識したのがアデルとルービンの出会いだった。一連の良好な出会いに続いて、彼らは結局、2009年のグラミー賞で会った後に共同制作することを決定した。アデルとルービンの共同制作は最終的に「Don't You Remember」、「He Won't Go」、「One and Only」、そしてザ・キュアーの「Lovesong」のカヴァーをルービンがプロデュースすることによって実を結んだ。同様に、アデルとライアン・テダーとの出会いも偶然によるものだった。2009年のグラミー賞において、2人は偶然にも同じホテルに滞在しており、そこのエレベーターの中で初めて出会った。その偶然の引き合わせに続いて、彼らはアデルのセカンド・アルバムの楽曲において共同制作することを決め、テダーは「Rumour Has It」や「Turning Tables」をプロデュースした。その直後にアデルは、ジム・アビス、フレイザー・T・スミス、ダン・ウィルソン及びポール・エプワーズを含む、更なるプロデューサーを発表した。

## 反響
アルバムは多くの批評家から称賛された。
批評家の一人はClash Music.comにおいて、「アデルがデビューしてからセカンドアルバムを出すまでの2年間に、彼女は明確に世の中を経験した。『19』を作った時は、等身大の10代の荒々しい白鳥の歌であったが、『21』では、成人期の現実に直面して、より深くなる苦悩や心の傷との衝突という大人としての義務を取り入れた」と書いた。オールミュージックは、アルバムに5つ星の評価をつけた。
イギリスの全英シングルチャートでは、208,000枚の初動売上を記録し初登場首位を獲得。その後に開催された2011年のブリット・アワードで、アルバムから2作目のリカット・シングル「サムワン・ライク・ユー」のパフォーマンスが賞賛されたこともあり、初登場から11週連続で首位を独走した。4月18日にフー・ファイターズの『ウェイスティング・ライト』に首位を奪われたが、その後幾度に渡り首位奪還を繰り返し、通算23週首位を記録。それまで、1984年のボブ・マーリー&ザ・ウェイラーズによるコンピレーション・アルバム『レジェンド (Legend)』の持つ歴代最多首位獲得数の12週連続1位の記録を破った。また、これまでのイギリスにおけるアルバム・ダウンロードにおいて最高の売り上げとなった。イギリスでは、アルバム発売から3か月と経たずに出荷枚数が210万枚を超え、英国レコード産業協会によって16倍プラチナディスクに認定された。
アメリカのBillboard 200ではこの年最高の初動売上枚数352,000枚を記録し、初登場首位を獲得。首位陥落後も常に上位（主にTOP3）にランクインし、2012年01月14日付で通算14週目の首位に返り咲いて以降、驚異的な逃げ切りを見せ、全米通算24週の1位を獲得。女性アーティストのアルバムとしては、ホイットニー・ヒューストンの「ボディーガード」の通算20週を越し歴代1位となった。また、39週連続でトップ5以内を記録し、マイケル・ジャクソンの持つ38週連続の記録を抜く歴代1位を記録した。アルバムは、2016年までにアメリカレコード協会から14倍プラチナディスクに認定されている。
世界19か国で初登場1位を獲得し、世界21カ国で1位獲得、3つのギネス記録に認定されるなど次々と快挙を達成。イギリスでは、2018年10月時点で511万枚を売り上げ、全英歴代アルバムセールス4位を記録している。アメリカでは、2020年1月時点で1,200万枚を売り上げている。全世界では、2017年12月時点で3,100万枚を売り上げている。第54回グラミー賞では「最優秀アルバム」「最優秀ポップボーカルアルバム」の他、『ローリング・イン・ザ・ディープ』で「最優秀楽曲」「最優秀レコード」、『サムワン・ライク・ユー』で「最優秀ポップパフォーマンス（ソロ）」「最優秀ショート・フォーム・ビデオ」の6部門を受賞した。
『ローリング・ストーン』誌が選んだ「歴代最高のアルバム500選」において137位に選ばれている。

## トラックリスト
2010年11月30日にiTunesストア（イギリス）で発売された公式トラックリスト。
| #   | タイトル                 | 作詞・作曲 | Producer(s)            | 時間 |
| --- | ------------------------ | --- | ---------------------- | ---- |
| 1.  | 「Rolling in the Deep」  | アデル・アドキンス、ポール・エプワーズ                                                                                       | エプワーズ             | 3:48 |
| 2.  | 「Rumour Has It」        | アドキンス、ライアン・テダー                                                                                                 | テダー                 | 3:43 |
| 3.  | 「Turning Tables」       | アドキンス、テダー | ジム・アビス           | 4:10 |
| 4.  | 「Don't You Remember」   | アドキンス、ダン・ウィルソン                                                                                                 | リック・ルービン       | 4:03 |
| 5.  | 「Set Fire to the Rain」 | アドキンス、フレイザー・T・スミス                                                                                            |                        | 4:02 |
| 6.  | 「He Won't Go」          | アドキンス、エプワース | ルービン               | 4:38 |
| 7.  | 「Take It All」          | アドキンス、エグ・ホワイト                                                                                                   | アビス                 | 3:48 |
| 8.  | 「I'll Be Waiting」      | アドキンス、エプワース | エプワース             | 4:01 |
| 9.  | 「One and Only」         | アドキンス、ウィルソン、グレッグ・ウェルズ                                                                                   | ルービン               | 5:48 |
| 10. | 「Lovesong」             | ロバート・スミス、サイモン・ギャラップ、ロジャー・オドネル、ポール・トムスン、ローレンス・トルハースト、ボリス・ウィリアムス | ルービン               | 5:16 |
| 11. | 「Someone Like You」     | アドキンス、ウィルソン | ウィルソン、アドキンス | 4:45 |

| #   | タイトル          | 作詞               | 作曲・編曲 | Producer(s)      | 時間 |
| --- | ----------------- | ------------------ | ---------- | ---------------- | ---- |
| 12. | 「I Found a Boy」 | アデル・アドキンス |            | リック・ルービン | 3:37 |

| #   | タイトル                          | 作詞                                 | 作曲・編曲 | Producer(s)            | 時間 |
| --- | --------------------------------- | ------------------------------------ | ---------- | ---------------------- | ---- |
| 12. | 「Turning Tables (ライブ版)」     | アデル・アドキンス、ライアン・テダー |            | ジム・アビス           | 4:20 |
| 13. | 「Don't You Remember (ライブ版)」 | アドキンス、ダン・ウィルソン         |            | リック・ルービン       | 4:18 |
| 14. | 「Someone Like You (ライブ版)」   | アドキンス、ウィルソン               |            | ウィルソン、アドキンス | 5:14 |

| #   | タイトル                                              | 作詞                                 | 作曲・編曲 | Producer(s)      |
| --- | ----------------------------------------------------- | ------------------------------------ | ---------- | ---------------- |
| 12. | 「Don't You Remember (ラルゴ・ライブより)、予約限定」 | アデル・アドキンス、ダン・ウィルソン |            | リック・ルービン |

| #   | タイトル                                                             | 作詞                                                   | 作曲・編曲 | Producer(s)      | 時間 |
| --- | -------------------------------------------------------------------- | ------------------------------------------------------ | ---------- | ---------------- | ---- |
| 12. | 「If It Hadn't Been for Love ( スティール・ドライヴァーズのカバー)」 | マイケル・ヘンダーソン、クリストファー・ステイプルトン |            | Rodaidh McDonald | 3:08 |
| 13. | 「Hiding My Heart (ブランディ・カーライルのカバー)」                 | Tim Hanseroth                                          |            | Rodaidh McDonald | 3:28 |

アメリカで発売された数量限定の豪華盤にはいくつかのライブ版が含まれている。